# Anna Gas i Serra
Anna Gas i Serra (Barcelona, 18 d'octubre de 1996) és una poeta catalana.

## Trajectòria
Gas va començar escrivint contes a l'adolescència tardana, amb els quals va rebre, entre 2013 i 2015, alguns premis literaris locals per a obra inèdita, fins que el 2017 va ser mereixedora del 18è Premi Joan Duch de Poesia per a joves escriptors, amb què va publicar el primer volum de poemes, Crossa d'aigua (Editorial Fonoll). Ha estat inclosa en diverses antologies i els seus poemes han estat traduïts al castellà i a l'italià. Ha compaginat els estudis amb feines variades: bibliotecària, arxivera o repartidora de menjar a domicili. Ha cursat el grau d'Estudis Literaris a la Universitat de Barcelona i el de Psicologia.
El 2019 publicà Llengua d'àntrax, en què la poètica de Gas «es construeix a partir de la paradoxa que es basa en la ressignificació de la mirada i la dissolució del cos foradat i sense òrgans, com ja anunciaven Deleuze i Guattari: el llenguatge com a centralitat reflexiva i metalingüística, i l'altre com a amenaça i condició de possibilitat». Per aquest poemari va ser guardonada amb el premi Premi Cavall Verd de poesia el 2020.
El 2020 va guanyar el premi Mercè Rodoreda de contes i narracions amb el recull El pèndol.

## Obra publicada
- Crossa d'aigua. Juneda: Editorial Fonoll, 2017. ISBN 978-84-946447-5-7.
- Llengua d'àntrax. La Pobla de Farnals. Edicions del Buc, 2019.
- El pèndol. Barcelona: Proa, 2021

## Premis
- 2014 - Premi juvenil La Llopa dels Jocs Florals de Calella pel poema Abans de perir
- 2017 - Premi Joan Duch de poesia per a joves escriptors per Crossa d'aigua
- 2020 - Premi Premi Josep Maria Llompart de poesia Cavall Verd per Llengua d'àntrax
- 2020 - Premi Mercè Rodoreda de contes i narracions per El pèndol[5]